# Salmo pelagonicus
Salmo pelagonicus  (лат.) — вид лучепёрых рыб из семейства лососевых. Максимальная длина 30 см. 

## Описание
Высота тела составляет 24—28 % стандартной длины тела. Окончание верхней челюсти заходит за задний край глаза. На верхней части тела разбросаны чёрные пятна. Вдоль боковой линии и на нижней стороне тела немногочисленные пятна от розоватого до оранжевого цвета.

## Распространение
Обитает в реках, расположенных в субтропическом климате Европы: бассейне реки Вардар в Республике Македонии и на севере Греции.